# Promenadstaden

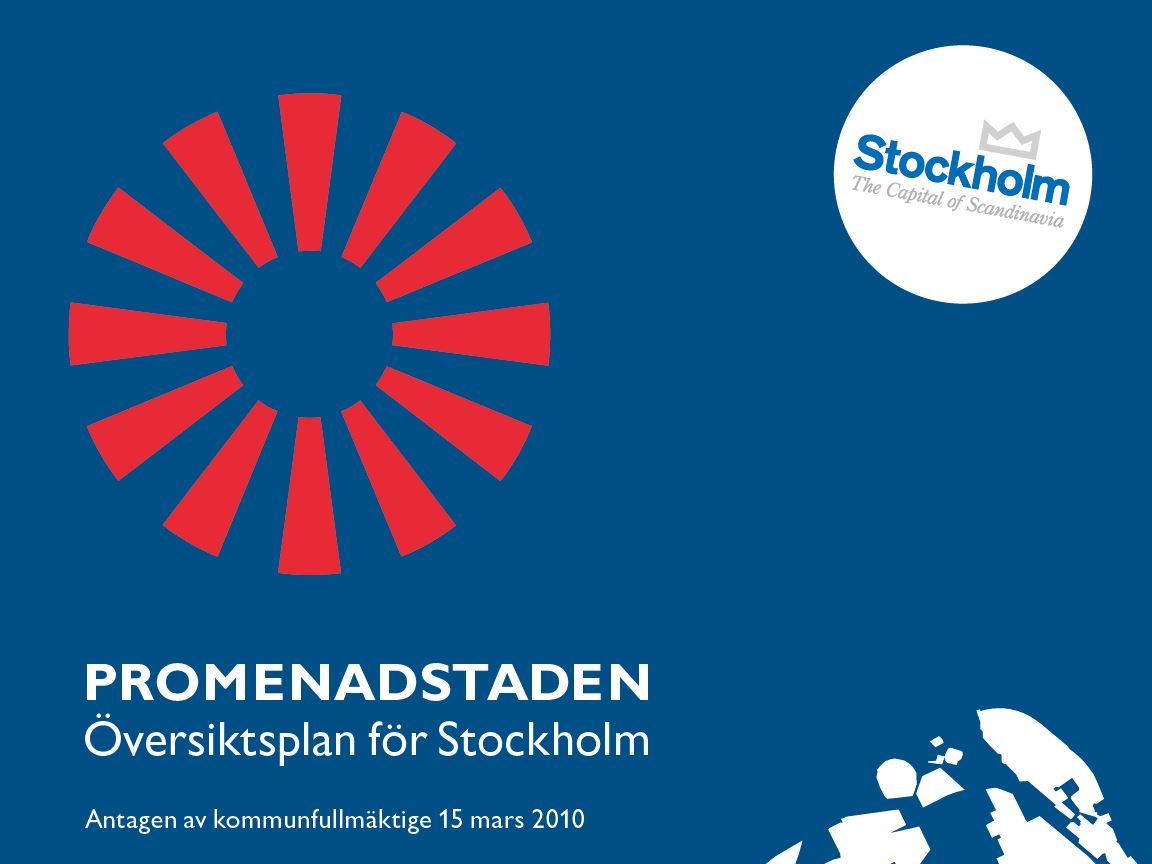
Promenadstaden.

Promenadstaden (officiellt: ”Promenadstaden - Översiktsplan för Stockholm”) är namnet på Stockholms kommuns tidigare översiktsplan som antogs av kommunfullmäktige i mars 2010 och beslutet att anta planen vann laga kraft den 10 april 2012. ”Promenadstaden” ersatte den tidigare Översiktsplan 1999 (ÖP 99).

## Bakgrund
År 2007 fick Stockholms stadsbyggnadskontor i uppdrag att ta fram en ny översiktsplan för Stockholms stad. Enligt uppdraget skulle den vara ”strategisk, genomförande- och världsinriktad och svara bättre mot de utmaningar som staden stod inför”. Åren 2008 till 2009 följde samråds- och utställningsperioden med  informations- och diskussionsmöten. Bland annat engagerades ett hundratal ungdomar under en dag på Kulturhuset om stadens framtid och tjänstemän från stadsbyggnadskontoret kom till Kista Galleria, Farsta centrum, Vällingby centrum och Skärholmens centrum för att dela ut informationsmaterial, svara på frågor och låta folk pricka ut sina favoritplatser i Stockholm på översiktsplanens karta. Totalt inkom cirka 350 skriftliga synpunkter från myndigheter, intresseorganisationer och privatpersoner.  
Ansvarig politiker var under denna tid stadsbyggnads- och fastighetsborgarrådet Kristina Alvendal (m), som också var den som för första gången döpte en översiktsplan och gav den namnet Promenadstaden. Det blev inte bara ett namn utan även en vision om hur städer växer.

## Översiktsplanen
Översiktsplanen ”Promenadstaden” antogs av kommunfullmäktige den 15 mars 2010 och beslutet att anta översiktsplanen vann laga kraft den 10 april 2012. Den var vägledande för mark- och vattenanvändningen i Stockholm och utgjorde även ett dokument för staden då den pekar ut fyra stadsutvecklingsstrategier för en hållbar tillväxt i strävan att nå stadens långsiktiga mål i ”Vision 2030, en stad i världsklass”. Enligt Stockholms dåvarande stadsbyggnads- och idrottsborgarråd, Regina Kevius, innebar översiktsplanen att Stockholm skulle skapa fler stadsmiljöer med ambitionen att låta innerstaden växa utanför tullarna.
De fyra strategierna skulle leda till ett tätare och mer sammankopplat Stockholm, med sammanhängande stadsmiljöer att kunna promenera emellan (därav namnet).
De fyra strategierna är:
- Strategi 1: Fortsätt att stärka centrala Stockholm.
- Strategi 2: Satsa på attraktiva tyngdpunkter.
- Strategi 3: Koppla samman stadens delar.
- Strategi 4: Främja en levande stadsmiljö i hela staden.

## Områden (i urval)
Områden som utpekades vara aktuella för ”Promenadstaden - Översiktsplan för Stockholm” (i alfabetisk ordning):
- Alvik
- Albano
- Aspudden och Midsommarkransen
- Brommaplan
- Farsta
- Frihamnen och Loudden
- Fruängen
- Högdalen
- Kista
- Liljeholmen
- Slussen
- Norra Djurgårdsstaden

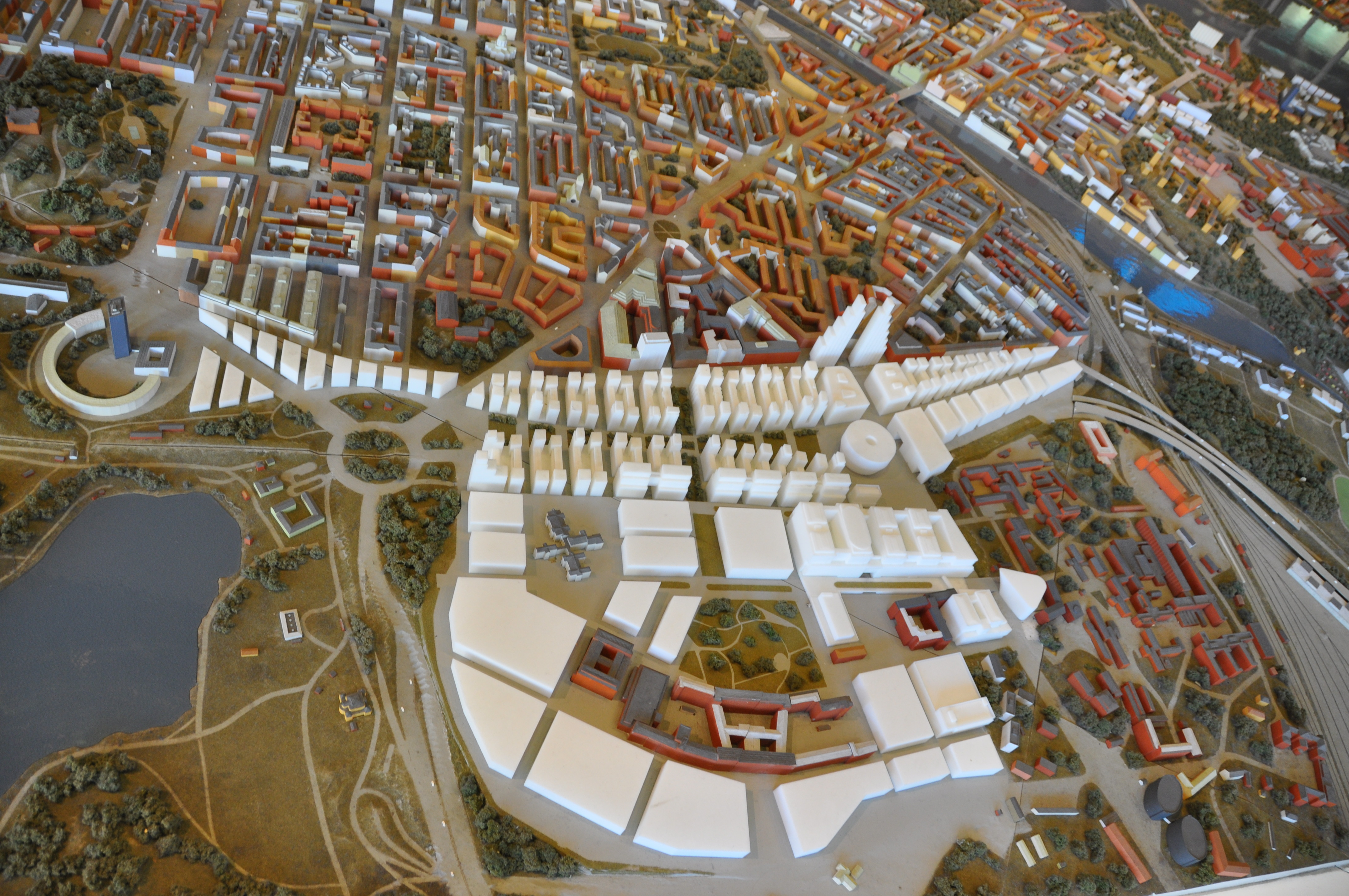
Hagastaden.

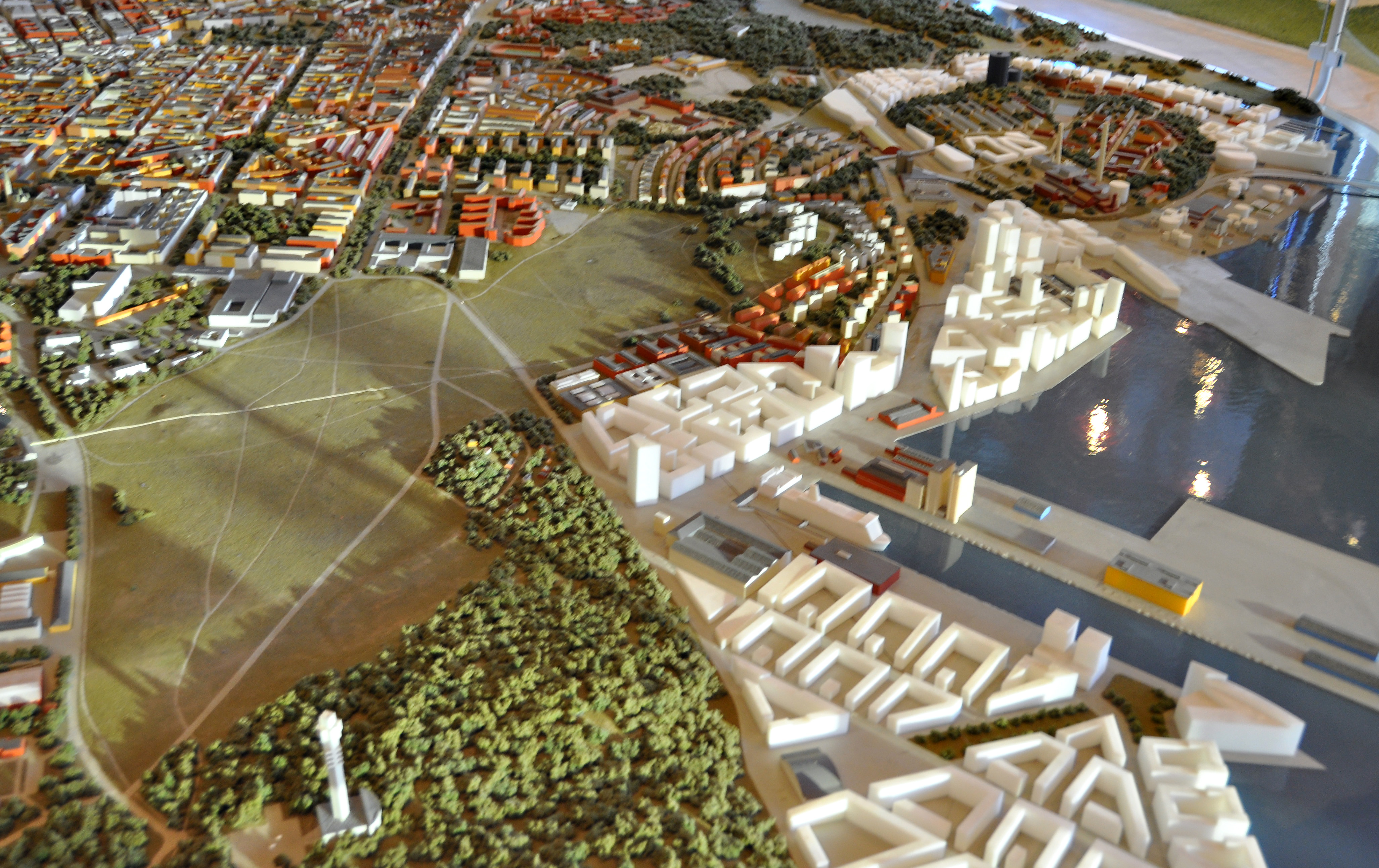
Norra Djurgårdsstaden.

- Norra stationsområdet (Hagastaden)
- Rinkeby och Tensta
- Ulvsunda
- Skärholmen
- Spånga
- Stockholms city
- Västra Kungsholmen
- Vällingby
- Årstafältet
- Årsta
- Älvsjö